# 柯里·瑟尔韦尔
爱德华“柯里”·瑟尔韦尔（英語：Edward "Curly" Thirlwell，1905年11月18日—1985年12月2日）美国音频工程师。他曾2次提名奥斯卡最佳音响效果奖。

## 部分影视作品
- 教父（1972）音效重录音师（未归属）
- 俏佳人（英语：Funny Lady）（1975）[2]
- 巴迪霍利传（英语：The Buddy Holly Story）（1978）[3]